# Mydaea inermis
Mydaea inermis är en tvåvingeart som först beskrevs av Stein 1904.  Mydaea inermis ingår i släktet Mydaea och familjen husflugor.
Artens utbredningsområde är Bolivia. Inga underarter finns listade i Catalogue of Life.